# Skibsbesætning
En skibsbesætning er den samlende betegnelse for de ansatte medarbejdere på et skib. Det er varierende antal stillinger på de forskellige skibe. Funktionerne er afhængig af hvilken skibstype, der er tale om og hvor mange besætningsmedlemmer der er. En person kan også dække flere funktioner.
Nogle besætningsmedlemmer skal være uddannet , men der er også stillingsfunktioner der ikke har nogen egentlig officiel uddannelse .
Nedenfor er en liste af titler på besætningsmedlemmer

## Skibets førelse
| Stilling                                                                                   | Rang                      | Uddannelse eller kompetence                                        | Opgaver |
| ------------------------------------------------------------------------------------------ | ------------------------- | ------------------------------------------------------------------ | --- |
| skipper/skibsfører                                                                         | Officer                   | Skibsfører                                                         | Skibets øverste ansvarlige leder om bord og arbejdsopgaverne vil i reglen være af administrativ art samt som back-up for styrmændene. I internationalt farvand: Den dømmende og udøvende magt – repræsentant for statsmagten.                                                                          |
| Overstyrmand                                                                               | Officer                   | Styrmand med erfaring                                              | |
| Styrmand                                                                                   | Officer                   | Skibsfører til skibe af bestemte størrelser                        | Skibets fører, hvis der ikke er nogen kaptajn eller i dennes fravær. En stor del af styrmandens arbejdstid foregår på skibets kommandobro, når skibet sejler. Når skibet er i havn har styrmanden vigtige arbejdsopgaver ifm. lastning og losning af skibets last (som kan omfatte alle mulige varer). |
| 2. styrmand                                                                                | Officer                   |                                                                    | Underordnet styrmanden. |
| 3. styrmand                                                                                | Officer                   |                                                                    | Underordnet 2. styrmand. |
| Styrmandselev                                                                              |                           |                                                                    | |
| Maskinchef                                                                                 | Officer                   |                                                                    | |
| Maskinmester                                                                               | Officer                   | Professionsbachelor i maritim og maskinteknisk ledelse og drift.   | Til søs har maskinmesteren ansvaret for skibets tekniske installationer og den samlede vedligeholdelse. |
| 2. maskinmester                                                                            | Officer                   |                                                                    | |
| Pumpemester                                                                                |                           |                                                                    | Tilsyn med sprøjtematerialet til brandslukning, lænsepumper m.m. samt de rørledninger i skibet, som anvendes til at hente vand fra søen, henholdsvis udpumpe til søen fra skibets forskellige vandtætte rum.                                                                                           |
| Elektriker                                                                                 | Officer                   |                                                                    | |
| Telegrafist                                                                                | Officer                   |                                                                    | |
| Snedker                                                                                    | Officer                   |                                                                    | Tilpasning og vedligeholdelse af inventar og udstyr. |
| Matros/Befaren skibsassistent                                                              | Menig sømand              | Ét år i fast fart som letmatros.                                   | Forefaldende, eventuelt selvstændigt, arbejde i henhold til evner og erfaring. |
| Letmatros Betegnelsen officielt afskaffet 1975. I dag de samme som Ubefaren skibsassistent | Menig Sømand under matros | Minimumsalder på 17 år samt 2 års mønstring som dæksdreng/ungmand. | Der findes ikke en skarp adskillelse mellem de forskellige grader af sømænd. Således vil f.eks. det fysiske udviklingstrin, modenheden eller erfaringsniveauet, hvori vedkommende befinder sig, være afgørende for, om personen kan få hyre som f.eks. ungmand eller letmatros.                        |
| Jungmand/befaren skibsassistent                                                            | Sømand under letmatros    | Der findes ingen krav om uddannelse ud over folkeskolen.           | Der findes ikke en skarp adskillelse mellem de forskellige grader af sømænd. Således vil f.eks. det fysiske udviklingstrin, modenheden eller erfaringsniveauet, hvori vedkommende befinder sig, være afgørende for, om personen kan få hyre som f.eks. ungmand eller letmatros.                        |
| Skibsdreng/ubefaren skibsassistent                                                         | Sømand under jungmand     | Der findes ingen krav om uddannelse ud over folkeskolen.           | Der findes ikke en skarp adskillelse mellem de forskellige grader af sømænd. Således vil f.eks. det fysiske udviklingstrin, modenheden eller erfaringsniveauet, hvori vedkommende befinder sig, være afgørende for, om personen kan få hyre som f.eks. ungmand eller letmatros.                        |

## Sørestaurationspersonale
| Stilling            | Rang    | Uddannelse eller kompetence | Opgaver |
| ------------------- | ------- | --- | --- |
| Hovmester           | Officer | | |
| Kok                 | Officer | Skibskokkeuddannelsen | I handelsflåden har man flere opgaver end på passagerskibe. Man skal bl.a. sørge for indkøb, kostplanlægning, oprydning og hygiejne. |
| Koksmath            |         | | |
| Messemand           |         | Der findes ingen krav om uddannelse ud over folkeskolen. Ofte skal man have erfaring fra arbejde inden for restaurant, restaurationskøkken, hotel o.l. for at blive ansat. Efter ansættelse skal man følge en kort sikkerhedsuddannelse. | Servering i messerne (spise- og opholdsrum), opvask og rengøring af kamre, fællesrum osv. |
| Hovmesterlærling    |         | | |
| Purser              | Officer | | Lederen af restauranten |
| Steward             |         | For ufaglært sørestaurationspersonale findes der ingen krav om uddannelse ud over folkeskolen. Ofte skal man have erfaring fra arbejde inden for restaurant, restaurationskøkken, hotel o.l. for at blive ansat. Efter ansættelse skal man følge en kort sikkerhedsuddannelse. Hvis man gerne vil arbejde som restaurationspersonale til søs, findes der ikke nogen egentlig uddannelse, som man kan tage, og derfor er der heller ingen formel efteruddannelse. Men alle ansatte skal igennem en sikkerhedsuddannelse. | Det ufaglærte sørestaurationspersonale i handelsflåden består især af stewardesser, evt. også messemænd. Arbejdet består i servering i messerne (spise- og opholdsrum), opvask og rengøring af kamre, fællesrum osv. |
| Stewardesse         |         | (Se ovenfor) | Rede køjer, skifte sengetøj og håndklæder og sørge for orden i kahytsområderne. Man viser passagererne til deres køjer, foretager evt. serveringer af små retter i kahytterne og hjælper passagererne med praktiske problemer under sejladsen. Rengøringsarbejdet udføres ofte af et rengøringsselskab under skibets ophold i havn. |
| Passagerassistenter |         | (Se ovenfor) | Passer kiosksalg og informationsopgaver. I kioskerne sælges blade, aviser, bøger, evt. parfume osv. |

## Eksterne links
1. ↑  Skibsofficeruddannelser, Ministeriet for Børn og Undervisning.
2. ↑  Servicepersonale - søfart Arkiveret 25. oktober 2007 hos  Wayback Machine Undervisningsministeriets uddannelsesguide.
3. ↑  Oplysning om skibskokkeuddannelsen, Ministeriet for Børn og Undervisning.

| Vandsport/vandtransport | Spire Denne vandsports- eller vandtransportsartikel er en spire som bør udbygges. Du er velkommen til at hjælpe Wikipedia ved at udvide den. |